# Stazione di Novosibirsk
La stazione di Novosibirsk (in russo Новосибирск-Главный?) è la principale stazione ferroviaria di Novosibirsk e un importante nodo della ferrovia Transiberiana.

## Storia

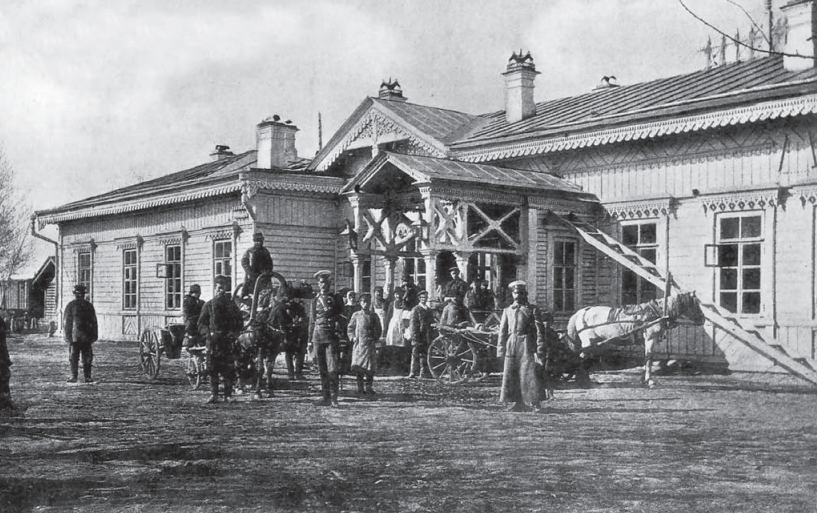
La stazione nei primi anni del XX secolo

La costruzione del nodo ferroviario di Novosibirsk iniziò nel 1893, quando la stessa città - inizialmente chiamata Novonikolaevsk in onore dello zar Nicola II - venne fondata in corrispondenza del ponte ferroviario sul fiume Ob'.
Il primo treno arrivò con un viaggio speciale dalla stazione di Bolotnoe nel dicembre 1894, mentre nel 1895 venne aperto il collegamento con Krasnojarsk.
La prima stazione venne costruita nel 1897 ed era un semplice edificio in legno, che nel 1906 venne ampliato con un nuovo edificio in pietra a due piani.
Nel 1929 la Moscow Architectural Society bandì un concorso per la progettazione di una nuova stazione.  Il progetto venne vinto dall'architetto N. G. Voloshinov, che ideò un imponente edificio in stile costruttivo, che voleva ricordare una locomotiva diretta verso est.
Al progetto iniziale furono in seguito apportate alcune modifiche, e in modo particolare la sala centrale fu riprogettata dall'ingegnere Nikolaj Vasil'evič Nikitin con l'aggiunta di un grande arco di ingresso. Il progetto della nuova stazione fu approvato nel 1939.
Nel 1996 e nel 2009 l'edificio è stato ristrutturato, dando alle facciate il loro aspetto attuale.

## Descrizione

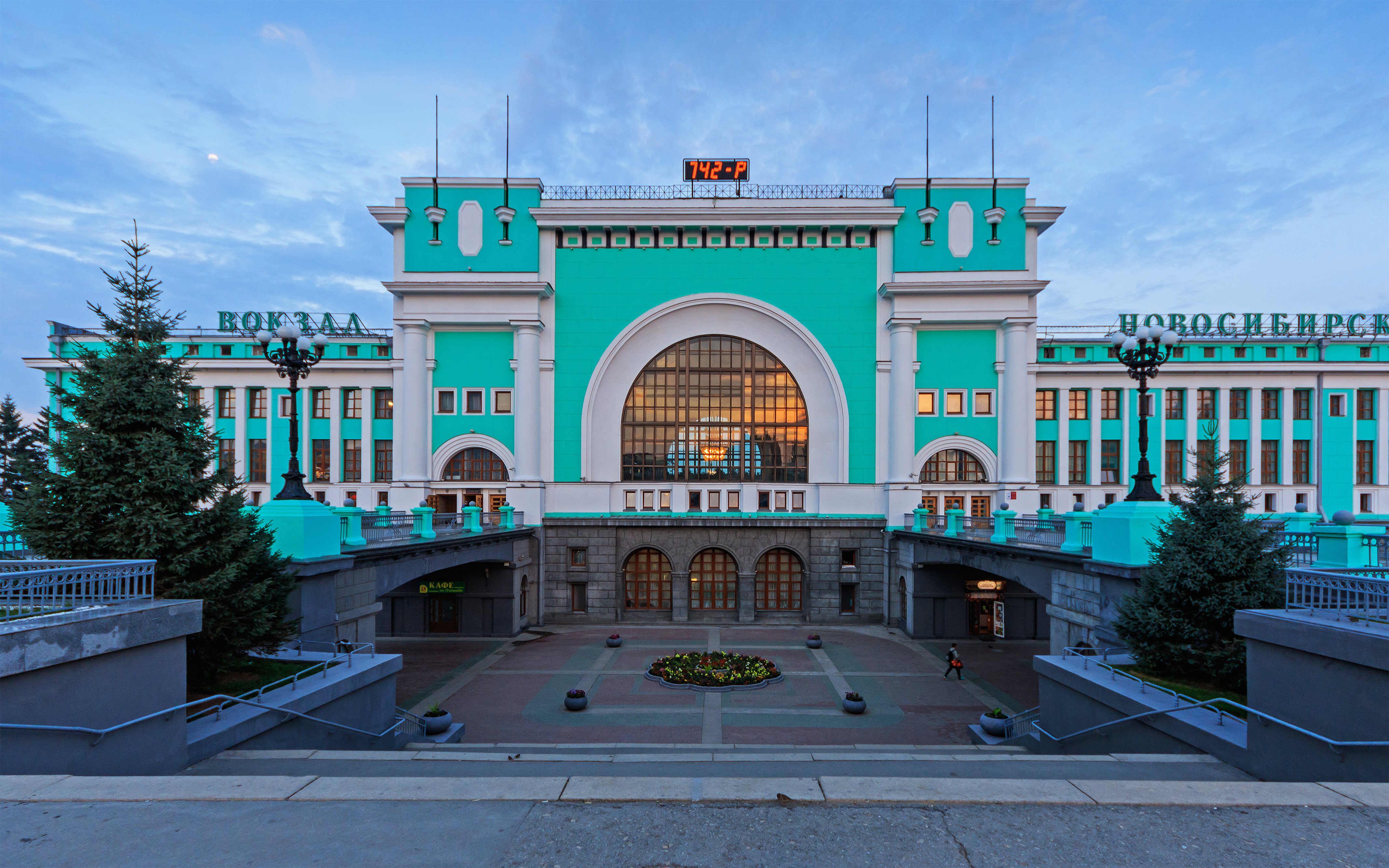
La facciata principale della stazione odierna

La stazione di Novosibirsk è una delle più grandi stazioni ferroviarie del paese e copre un'area di quasi 30.000 metri quadrati. È in grado di ospitare al suo interno quasi 4000 passeggeri ed è dotata di quattro sale d'attesa, bar e ristoranti e stanze dedicate a madri e bambini. All'interno della stazione si trova anche un hotel con 67 stanze.